# Bidestroff
Bidestroff és un municipi francès, situat al departament del Mosel·la i a la regió del Gran Est. L'any 2007 tenia 132 habitants.

## Demografia

### Població
El 2007 la població de fet de Bidestroff era de 132 persones. Hi havia 44 famílies, de les quals 8 eren unipersonals (8 dones vivint soles i 8 dones vivint soles), 12 parelles sense fills, 20 parelles amb fills i 4 famílies monoparentals amb fills.
La població ha evolucionat segons el següent gràfic:
Habitants censats

### Habitatges
El 2007 hi havia 60 habitatges, 49 eren l'habitatge principal de la família, 3 eren segones residències i 8 estaven desocupats. 57 eren cases i 3 eren apartaments. Dels 49 habitatges principals, 43 estaven ocupats pels seus propietaris i 6 estaven llogats i ocupats pels llogaters; 4 tenien quatre cambres i 45 en tenien cinc o més. 41 habitatges disposaven pel capbaix d'una plaça de pàrquing. A 18 habitatges hi havia un automòbil i a 30 n'hi havia dos o més.

### Piràmide de població
La piràmide de població per edats i sexe el 2009 era:
| Homes | Edats   | Dones |
| ----- | ------- | ----- |
| 0     | 95 o +  | 0     |
| 0     | 90 a 94 | 0     |
| 0     | 85 a 89 | 0     |
| 0     | 80 a 84 | 4     |
| 0     | 75 a 79 | 4     |
| 0     | 70 a 74 | 0     |
| 8     | 65 a 69 | 4     |
| 4     | 60 a 64 | 4     |
| 0     | 55 a 59 | 4     |
| 8     | 50 a 54 | 4     |
| 8     | 45 a 49 | 4     |
| 0     | 40 a 44 | 4     |
| 12    | 35 a 39 | 4     |
| 4     | 30 a 34 | 8     |
| 4     | 25 a 29 | 8     |
| 0     | 20 a 24 | 0     |
| 0     | 15 a 19 | 12    |
| 4     | 10 a 14 | 0     |
| 8     | 5 a 9   | 8     |
| 4     | 0 a 4   | 0     |

## Economia
El 2007 la població en edat de treballar era de 96 persones, 69 eren actives i 27 eren inactives. De les 69 persones actives 66 estaven ocupades (36 homes i 30 dones) i 3 estaven aturades (1 home i 2 dones). De les 27 persones inactives 7 estaven jubilades, 13 estaven estudiant i 7 estaven classificades com a «altres inactius».

### Ingressos
El 2009 a Bidestroff hi havia 48 unitats fiscals que integraven 131 persones, la mediana anual d'ingressos fiscals per persona era de 18.845 €.

### Activitats econòmiques
Dels 4 establiments que hi havia el 2007, 1 era d'una empresa de comerç i reparació d'automòbils, 1 d'una empresa d'hostatgeria i restauració i 2 d'entitats de l'administració pública.
Dels 2 establiments de servei als particulars que hi havia el 2009, 1 era una autoescola i 1 restaurant.
L'any 2000 a Bidestroff hi havia 6 explotacions agrícoles que ocupaven un total de 579 hectàrees.

## Poblacions més properes
El següent diagrama mostra les poblacions més properes.